# أبتون تي
أبتون تي إمبورتس Upton Tea Imports هي شركة أمريكية، تأسست في هوليستون في ولاية ماساشوستس الأمريكية، تتخصص في بيع الشاي.
أسسها توم إيك في عام 1989. وبيعت العلامة التجارية إلى شركة ذا ريببلك أوف تي في أغسطس من العام 2016.